# Dengeki Novel Prize
O Dengeki Novel Prize (電撃小説大賞, Dengeki Shōsetsu Taishō) é um prêmio literário entregue anualmente (desde 1994) pela editora japonesa ASCII Media Works (anteriormente MediaWorks) para as light novels impressas pela Dengeki Bunko. O concurso revelou muitos autores de novelas que se tornaram bem sucedidos, como Kouhei Kadono e Yashichiro Takahashi. Originalmente chamado de Dengeki Game Novel Prize, o nome foi mudado para 2003. Os principais prêmio da Dengeki Novel Prize são o Grand Prize (¥3 milhões), Gold Prize (¥1 milhão) e Silver Prize (¥500,000). Além do prêmio em dinheiro, as light novels dos vencedores ganham ilustrações feitas por um profissional e o trabalho, posteriormente, é publicado através da Dengeki Bunko. Muitas vezes, o nome da série muda o seu título original após vencer o concurso. Há mais de 6,500 concorrente desde 2013 e é considerada a maior premiação para light novels.

## Membros do comitê
- Hitoshi Yasuda: Novelista, tradutor
- Mishio Fukazawa: Novelista
- Kyōichirō Takahata: Novelista
- Tatsuo Satō: Ex-presidente do conselho da MediaWorks
- Kazutomo Suzuki: Editor-chefe da Dengeki Bunko

## Prêmios
| Categoria                       | Premiação (1994–2012) | Premiação (2013-presente) |
| ------------------------------- | --------------------- | ------------------------- |
| Grand Prize[A]                  | ¥1 milhão             | ¥3 milhões                |
| Gold Prize[A]                   | ¥500,000              | ¥1 milhão                 |
| Silver Prize[A]                 | ¥300,000              | ¥500,000                  |
| Media Works Bunko Prize[D]      | ¥500,000              | ¥1 milhão                 |
| Dengeki Bunko Magazine Prize[C] | ¥200,000              | ¥300,000                  |
| Honorable Mention[B]            | ¥50,000               | ¥50,000                   |

## Número de participantes
| Ano  | Participantes |
| ---- | ------------- |
| 1994 | 656           |
| 1995 | 566           |
| 1996 | 953           |
| 1997 | 869           |
| 1998 | 996           |
| 1999 | 1,326         |
| 2000 | 1,469         |
| 2001 | 1,647         |
| 2002 | 2,080         |
| 2003 | 2,015         |
| 2004 | 2,603         |
| 2005 | 3,022         |
| 2006 | 2,931         |
| 2007 | 2,943         |
| 2008 | 3,541         |
| 2009 | 4,602         |
| 2010 | 4,842         |
| 2011 | 5,293         |
| 2012 | 6,078         |
| 2013 | 6,554         |

## Vencedores
| #  | Ano  | Grand Prize                                            | Gold Prize                                            | Silver Prize                                                  |                                                           |
| -- | ---- | ------------------------------------------------------ | ----------------------------------------------------- | ------------------------------------------------------------- | --------------------------------------------------------- |
| 01 | 1994 | Gorei Tōshi Ōki Den Gorei Tōshi Genrin! Hiroyuki Domon | Criss Cross: Konton no Maoh Kyoichiro Takahata        | Bōken Phoniness Amurafi - Kaijin Doramu no Hiho Yuji Nakasato |                                                           |
| 01 | 1994 | Gorei Tōshi Ōki Den Gorei Tōshi Genrin! Hiroyuki Domon | Criss Cross: Konton no Maoh Kyoichiro Takahata        | Kumo Yuki Ayashi, Ame ni Naran ya Ryosuke Tsubota             |                                                           |
| 02 | 1995 | Blackrod Hideyuki Furuhashi                            | -                                                     | Yamai wa Chikara: Special Man Naohiro Narishige               |                                                           |
| 02 | 1995 | Blackrod Hideyuki Furuhashi                            | -                                                     | Koseki Gakari no Yūutsu Ari Kayamoto                          |                                                           |
| 03 | 1996 | -                                                      | Panzer Polis 1935 Minoru Kawakami                     | Horogram Seed Ayato Miyabi                                    |                                                           |
| 03 | 1996 | -                                                      | Naniwa Sōsinki Jiro Kurifu                            | Dark Eyes Saya Amo                                            |                                                           |
| 04 | 1997 | Boogiepop Kouhei Kadono                                | Nekome Gari Tsumugu Hashimoto                         | Boku no Chi o Suwanaide Taro Achi                             |                                                           |
| 05 | 1998 | Grand Prize                                            | Gold Prize                                            | Silver Prize                                                  | Honorable Mention                                         |
| 05 | 1998 | -                                                      | Gakuen Bugeicho 'Tsuki ni Waraku' Nobutaka Shirai     | Called Gehenna Gakuto Mikumo                                  | Tsuki to Anata ni Hanataba o Kazuya Shimura               |
| 05 | 1998 | -                                                      | Gakuen Bugeicho 'Tsuki ni Waraku' Nobutaka Shirai     | Called Gehenna Gakuto Mikumo                                  | Gimmick Heart Jun Nanami                                  |
| 06 | 1999 | Ringtail Kachi Ikusa no Kimi Muku Maruyama             | Double Breed Erika Nakamura                           | Wakagusa Yakyubu Kyosokyoku Submarine Girl Ginga Isshiki      | -                                                         |
| 07 | 2000 | -                                                      | Tengoku ni Namida wa Iranai Kei Sato                  | Wizard's Brain Reiichi Saegusa                                | Ōdo Rakuga Akihiko Odo                                    |
| 07 | 2000 | -                                                      | Onmyo no Miyako Soichiro Watase                       | Wizard's Brain Reiichi Saegusa                                | Tenken Ohki Miwa Choshiro                                 |
| 08 | 2001 | Daito Fūnki: Rakuyo no Shōjo Tosei Tamura              | -                                                     | Akuma no Mikata Hisamitsu Ueo                                 | A/B Extreme CASE-314 Emperor Yashichiro Takahashi         |
| 08 | 2001 | Daito Fūnki: Rakuyo no Shōjo Tosei Tamura              | -                                                     | Infinity Zero: Fuyu~white snow Mamizu Arisawa                 | Kyuketsuki no Oshigoto: The Style of Vampires Suzu Suzuki |
| 09 | 2002 | Kiri: Shishatachi wa Koya ni Nemuru Yukako Kabei       | Nanahime Monogatari Wataru Takano                     | -                                                             | Sharp Edge - stand on the edge Shinichi Sakairi           |
| 09 | 2002 | Kiri: Shishatachi wa Koya ni Nemuru Yukako Kabei       | Baccano!: The Rolling Bootlegs Ryohgo Narita          | -                                                             | Sylph Night Junichi Kamino                                |
| 10 | 2003 | Shio no Machi: Wish on My Precious Hiro Arikawa        | Wagaya no Oinari-sama. Jin Shibamura                  | Sempai to Boku Masashi Okita                                  | Kekkaishi no Fugue Hazuki Minase                          |
| 10 | 2003 | Shio no Machi: Wish on My Precious Hiro Arikawa        | Wagaya no Oinari-sama. Jin Shibamura                  | Sempai to Boku Masashi Okita                                  | Shupuru no Ohanashi: Grandpa's Treasure Box Aki Amamiya   |
| 11 | 2004 | Ruka: Rakuen no Torawarebitotachi Hirotaka Nanae       | Hikari no Machi: nerim's note Masashi Hasegawa        | Kiseki no Hyogen Mitsutaka Yuki                               | Serious Rage Toshiyuki Shirakawa                          |
| 12 | 2005 | Orusu Banshee Masatake Ogawa                           | Kanashimi Chimera Rei Rairaku                         | Spice and Wolf Isuna Hasekura                                 | Tenshi no Recipe Makura Otogi                             |
| 12 | 2005 | Orusu Banshee Masatake Ogawa                           | Kanashimi Chimera Rei Rairaku                         | Hime no Miko Hikaru Sugii                                     | Tenshi no Recipe Makura Otogi                             |
| 13 | 2006 | Mimizuku to Yoru no Ō Izuki Kogyoku                    | Sekai Heiwa wa Ikka Danran no Ato ni Kazuya Hashimoto | Natsuki Fullswing: Ketsubatto Onna Warau Natsuki, Hideto Kido | -                                                         |
| 13 | 2006 | Mimizuku to Yoru no Ō Izuki Kogyoku                    | Tobira no Soto Shinjirō Dobashi                       | Natsuki Fullswing: Ketsubatto Onna Warau Natsuki, Hideto Kido | -                                                         |
| 14 | 2007 | Hōkago Hyakumonogatari Hirokazu Minemori               | Kimi no Tame no Monogatari Marehito Mikagami          | Ikai Nostalgia Kazuaki Sena                                   | Hazakura ga Kita Natsu Kōji Natsumi                       |
| 14 | 2007 | Hōkago Hyakumonogatari Hirokazu Minemori               | Kimi no Tame no Monogatari Marehito Mikagami          | Oshikake Ragnarok Hyōsuke Takatō                              | Hazakura ga Kita Natsu Kōji Natsumi                       |

| #  | Ano  | Grand Prize               | Gold Prize                    | Silver Prize                       | Dengeki Bunko Magazine Prize           | Honorable Mention                 |
| -- | ---- | ------------------------- | ----------------------------- | ---------------------------------- | -------------------------------------- | --------------------------------- |
| 15 | 2008 | Accel World Reki Kawahara | Parallel Lovers Tōka Shigatsu | Tokyo Vampire Finance Junjō Shindō | Gankyū Kitan Tomo Takaha               | Kataribe Jinei Kōzaburō Yamaguchi |
| 15 | 2008 | Accel World Reki Kawahara | Parallel Lovers Tōka Shigatsu | Ro-Kyu-Bu! Sagu Aoyama             | Sukima Onna (Habahiro) Hideto Maruyama | Kataribe Jinei Kōzaburō Yamaguchi |

| #  | Ano  | Grand Prize                                     | Gold Prize                                         | Silver Prize                                                                                     | Media Works Bunko Prize                                     | Dengeki Bunko Magazine Prize               | Honorable Mention                                                    |
| -- | ---- | ----------------------------------------------- | -------------------------------------------------- | ------------------------------------------------------------------------------------------------ | ----------------------------------------------------------- | ------------------------------------------ | -------------------------------------------------------------------- |
| 16 | 2009 | Bakumatsu Mahōshi: Mage Revolution Sōji Tanabu  | Vandal Garōgai no Kiseki Mamoru Minagawa           | Goshujin-san & Maid-sama: Tō-san Kaa-san, Uchi no Maid wa Zu ga Takai to Okorimasu Mudai Enokizu | (Ei) Amrita Mado Nozaki                                     | Seiren Sangokushi Shūniko Nana             | Natsu Koi Shigure Jun Ayasaki                                        |
| 16 | 2009 | Bakumatsu Mahōshi: Mage Revolution Sōji Tanabu  | Vandal Garōgai no Kiseki Mamoru Minagawa           | Goshujin-san & Maid-sama: Tō-san Kaa-san, Uchi no Maid wa Zu ga Takai to Okorimasu Mudai Enokizu | Taiyō no Akubi Kaoru Arima                                  | Seiren Sangokushi Shūniko Nana             | Sora no Kanata Manabi Hishida                                        |
| 17 | 2010 | Shirokuro Nekuro Ryōto Takama                   | Seishun Lariat!! Takamaru Semikawa                 | Hataraku Maō-sama! Satoshi Wakabara                                                              | Gyogan Lens Natsu Asaba                                     | See-through!? Ifusei Amou                  | -                                                                    |
| 17 | 2010 | Shirokuro Nekuro Ryōto Takama                   | Idolising! Sakaki Hirozawa                         | Anti-literal Sūgaku Yagi Uzuki                                                                   | Ocharake! Kuchibaya                                         | See-through!? Ifusei Amou                  | -                                                                    |
| 17 | 2010 | Shirokuro Nekuro Ryōto Takama                   | Idolising! Sakaki Hirozawa                         | Anti-literal Sūgaku Yagi Uzuki                                                                   | Ten'i no Nyōbō Mutsue Nakamachi                             | See-through!? Ifusei Amou                  | -                                                                    |
| 18 | 2011 | Escape Speed Nozomu Kuoka                       | Anata no Machi no Toshi Denki! Shibai Kineko       | Wizard & Warrior With Money Ghost Mikawa                                                         | Shinryaku Kyōshi Seijin UMA Edward Smith                    | Ashita kara Orera ga Yatte Kita Rin Takaki | Minutes: Ichi Bunkan de Sekai o Horobosu Hōhō ni Tsuite Yomoji Kiono |
| 18 | 2011 | Escape Speed Nozomu Kuoka                       | Anata no Machi no Toshi Denki! Shibai Kineko       | Yūsha ni wa Katenai Shirō Kuta                                                                   | Yamabiko no Iru Mado Nariko Narita                          | Ashita kara Orera ga Yatte Kita Rin Takaki | Minutes: Ichi Bunkan de Sekai o Horobosu Hōhō ni Tsuite Yomoji Kiono |
| 19 | 2012 | Kijikakushi no Niwa Mina Sakurai                | Ashita, Boku wa Shinu. Kimi wa Ikikaeru. Maru Fuji | Tokyo Soul Withers Nekotarō Aizen                                                                | Tamayura Toori Rinshitsu Yokochō Kana Hyōgu Ten Naoki Gyōda | Shitsuren Tantei Hyakuse Saginomiya Misaki | Summer Lancer Natsuki Amasawa                                        |
| 19 | 2012 | Hello, Mr. Magnum Matsuri Akaneya               | Eco to Tōru to Bukatsu no Jikan Kokkuri Yanagida   | Tokyo Soul Withers Nekotarō Aizen                                                                | Tamayura Toori Rinshitsu Yokochō Kana Hyōgu Ten Naoki Gyōda | Shitsuren Tantei Hyakuse Saginomiya Misaki | Summer Lancer Natsuki Amasawa                                        |
| 20 | 2013 | Zero kara Hajimeru Mahō no Sho Koketa Kobashiri | In ga Orinasu Shōkan Mahō Kimidori                 | Ōte Keika Tori! Yūichi Aoba                                                                      | World of Words: Kami wa Sekai o Kijutsu Suru Minato Jūsan   | Kyūshoku Sōdatsusen Azumi                  | Mizuki Shigeko-san to Musubaremashita Masaru Masaka                  |
| 20 | 2013 | Hakata Tonkatsu Ramens Saki Kizaki              | San-nen B-gumi Nakazaki-kun (kari) Hiroshi Ogawa   | Hōkago Waisetsu Kurabu Keishun Akizaka                                                           | World of Words: Kami wa Sekai o Kijutsu Suru Minato Jūsan   | Kyūshoku Sōdatsusen Azumi                  | Mizuki Shigeko-san to Musubaremashita Masaru Masaka                  |

## Notes
- A  The Grand, Gold e Silver Prizes foram as primeiras e únicas premiações entre 1994 e 1997.
- B  Honorable mentions foram adicionadas em 1998 e chamada originalmente de "Special Prize". Em 2000, o prêmio foi renomeado para "Honorable Mention".
- C  A Dengeki Bunko Magazine Prize foi adicionada em 2008.
- D  A Media Works Bunko Prize foi adicionada em 2009.